# Nedeljko Čabrinović
Nedeljko Čabrinović (Sarajevo, 20. siječnja 1895. – Terezin, 21. siječnja 1916.), sudionik Sarajevskog atentata.

## Životopis
Nedeljko Čabrinović rođen je u Trebinju 20. siječnja 1895. godine kao sin austrijskog policijskog špijuna. Od samih početaka svog školovanja nije bio baš najbolji učenik. Vjeran sebi u četrnaestoj je godini odustao od daljeg školovanja i posvetio se lutanju i trgovanju. No, od nečeg se moralo živjeti pa se zaposlio. Tako je radio kao limar, tesar i tipograf. Ni na jednom poslu koji je radio njegove kolege nisu imale baš naročito mišljenje o njemu jer je bio izrazito svadljiva osoba. Uz to ni poslodavci nisu bili previše zadovoljni njime jer nije bio naročito radišan.
Godine 1912. u Sarajevu je sudjelovao u tipografskom štrajku zbog čega je protjeran iz Sarajeva. Potom je radio u Trstu, Zagrebu i Beogradu. U Beogradu je našao posao u tiskari Velika Srbija, a potom u Državnoj štampariji Kraljevine Srbije. Čabrinović ne samo da je mijenjao poslove već je olako mijenjao i politička uvjerenja. Tako je prvotno bio socijalist, potom anarhist da bi na kraju završio kao nacionalist. Ali tu je uvijek bila jedna konstanta – za što god se zalagao uvijek je to činio s jednakim žarom. U nekoj beogradskoj kavani major srpske vojske Tankosić vrbovao ga je za jednog od izvršitelja plana atentata na nadvojvodu Franju Ferdinanda, nasljednika austrijskog trona. Nakon uspješnog vrbovanja Čabrinović se pridružio Gavrilu Principu i Trifku Grabežu u vježbanju streljačkih sposobnosti u kampu za vojnu obuku. Prije polaska u Bosnu s ciljem ostvarivanja zadanog plana oprostio se s Milicom Racković, grafičkom radnicom, poklonivši joj Tipografski kalendar 1911. godine za uspomenu, s napomenom: O meni ćeš čuti za neki dan više... Iz Sarajeva se javio razglednicom Mikiši Milenkoviću, i Dragoljubu Gospiću, svojim dobrim prijateljima. U obje razglednice stavio je naslove pjesama Đure Jakšića: "Padajte braćo!" i "Oj Vidovdane, željeni brale". Dragoljub Gospić kasnije će za njega reći kako je bio "...romantik, sentimentalist, čovjek kome za srce prianja svaka lijepa misao, svaka revolucionarna fraza, svaki herojski gest, bunovan, uvijek odlučan i pun poleta..."
Na dan atentata 28. lipnja 1914. Čabrinović je prvi bacio bombu na kolonu vozila kojom se vozio nadvojvoda, ali nije uspio ubiti nadvojvodu već je bomba pogodila pratnju. Vidjevši kako nije uspio u svojoj namjeri progutao je otrov te skočio preko zidića koji ga je dijelio od rijeke Miljacke. No, otrov je bio star (samim tim je izgubio svoja otrovna svojstva) te je izazvao samo povraćanje i mučninu u želucu. Kako je Miljacka tek nekoliko centimetara duboka rijeka za njim su skočili i ljudi iz nadvojvodina osiguranja te uhitili Čabrinovića. Nedeljku Čabrinoviću i ostalim atentatorima organizirano je suđenje u listopadu 1914. godine. 
Izjave koje su atentatori dali na suđenju bile su posve različite, a koje su odgovarale na pitanje zašto su počinili atentat. Od toga da su željeli biti junaci, osvetiti se za bosansko siromaštvo, željeli učiniti dobro, da su borili za Veliku Srbiju itd. Za razliku od Gavrila Principa Čabrinović je na suđenju, sav u suzama, izrazio kajanje zbog počinjeg zlodjela. Proglašen je krivim i kao maloljetnik osuđen na dvadeset godina zatvora. U prvim danima robije, u samici, čavlom grebe plehanu posudu za jelo urezujući slova i tako tiska svoj list Bomba, kratke vijesti i poruke u nekoliko rečenica. Umro je u 21. siječnja 1916. godine od tuberkuloze u zatvoru u Terezinu (Češka). Poslije smrti Čabrinovića, grob mu je zaravnat i zabetoniran kako se ne bi znalo mjesto gdje je sahranjen. Kada je 29. travnja 1918. godine umro i Gavrilo Princip, isto je postupljeno i s njim. Međutim, jedan vojnik zabilježio je mjesta u dvorištu tvrđave gdje su tijela sahranjena, pa su tako tijela, poslije Prvog svjetskog rata, nađena i sahranjena u Sarajevu u zajedničkoj grobnici atentatora.
Kada je 1976. godine davana premijera filma Sarajevski atentat, mladi glumac Radoš Bajić, koji je igrao Čabrinovića, posjetio je Čabrinovićevu sestru Hristinu, koja mu je ispričala njegove posljednje riječi: "Pred atentat Nedeljko se obukao onako, obično... otišao je kod oca, stavio mu sat s lancem na tezgu i rekao: 'Oče, ovo si mi ti poklonio. Idem na put pa se bojim da ga ne izgubim... ' Onda se vratio i majci dao dijamantski prsten uz riječi: 'Uzmi, idem na put, pa da ga ne prodam.'".